# 岩田次夫
岩田 次夫（いわた つぐお、1953年10月15日 - 2004年3月22日）は、同人誌研究家、同人誌評論家、生活協同組合職員（システムエンジニア）。同人サークル「岩田次夫」主宰。愛称はイワえもん（イワエモン）。

## 経歴
子供の時は身体が弱く、存在感を示すために勉強に力を入れた。高校では高校全共闘に参加。埼玉大学に進学後、生協運動に携わるようになり、卒業後は生協に就職した。
日本共産党に入党したが、同人活動が忙しくなり党員としての活動はほとんど行っていなかった。
1978年ころからコミックマーケット（コミケ）などの同人誌即売会に参加するようになった。当初は同人活動をファンのお遊びとしてとらえていたが、やがて考えを改めるようになった。初期にはもっぱら読み手として参加したが、やがてサークルとしても参加し、同人活動にのめり込んでいったという。学生時代には少女漫画を批評するサークルに所属していたが、当時の少女漫画は、読者の食いつぶし合いに近い状況となっており、衰退しつつあったことからサークルの活動も数年で停止した。
漫画評論誌「ぱふ」（雑草社刊）にて少女漫画評論サークル「はんぷてぃだんぷてぃ」所属として、年間少女漫画発行リストの作成協力を行う。またそれと時を同じくしてお茶の水の丘や新宿のカトレアなどで、漫画家のファンクラブとの交流を密にして行く。
コミケには1986年よりスタッフとして参加。より多くのサークルをコミケに参加させる目的で事務処理の効率化に関わり、本職を活かして事務処理のコンピューター化をいち早く進めた結果、参加可能なサークル数を大幅に増加させることに成功した。このことから「コミックマーケット中興の祖」とも言われる。（コンピューター化については、お手伝い的な立場でコミックマーケットに参加していたが、あまりの事務処理の雑さに主導権を握らざるを得なくなった旨の発言を行っている）
2003年夏のコミックマーケット終了後より体の不調を自覚していたが、10月に両足の麻痺が起こり入院。検査の結果肺癌及び脊髄腫瘍が発見された。入院治療をするも、翌年3月22日、肺癌に伴う重症肺炎により死去。享年50。
「大小を問わず、全ての同人誌即売会に参加している」・「ゆうパック数百箱ぶんの同人誌を所有している（『同人誌バカ一代　～イワえもんが残したもの～』によると約5万冊）」「マンションが買えるほどの金額を同人誌につぎ込んだ」等の伝説がある。自室には収納しきれず、最終的には専用の書庫として2LDKのアパートを借りていた。同人誌以外にも、少女漫画やフォークソング、軍事や歴史物の本などについてもかなりのコレクションをしていた。しかし、あまりに同人誌が増えすぎたため、同人誌以外のコレクションは多くを処分せざるを得なかったという。
そのコレクションは、米沢嘉博記念図書館に403箱分の書籍が寄贈された。米沢嘉博記念図書館ホームページ内の蔵書・所蔵資料より確認できる。
コミックマーケットのカタログ内におけるDr.モローによる「イワえもん」のキャラクターとして、今日でも多くのコミックマーケット参加者に愛されている。
キャラクター「イワエモン」
岩田をモチーフにしたキャラクター。ドラえもん風の着ぐるみに身を包んだ（顔だけメガネをかけたオッサン）ような格好で、頭頂部から一本のアホ毛のようなものが伸び、その先端に星がついている。年齢を問わず女性には必要以上に優しく、「おじさんといい所に行こうね」とセクハラまがいの言動を繰り返す。その一方で男性キャラクターには「存在そのものがゴミ」とまで言い放つ。無論岩田本人とは性格づけもまるで異なる。岩田の死去後は頭に天使の輪がつき、筋斗雲のような雲に乗り下界を見下ろす描写が増えた。